# Missioni gesuite in Nord America
Le missioni gesuite in Nord America iniziarono nel secolo XVII, per poi diminuire all'inizio del Settecento. Le missioni vennero promosse, in quel periodo, dal Re di Francia, con la logica di "conquistare le anime" degli indigeni della Nuova Francia. Gli sforzi dei gesuiti in Nord America furono paralleli a quelli intrapresi in Cina.

## Fondazione della Nuova Francia e prime missioni
Una prima missione avvenne nel 1611, pochissimi anni dopo la fondazione di Port Royal da parte di Samuel de Champlain, con i due gesuiti Pierre Biard e Enemond Massé, ma la missione venne distrutta nel 1613 a seguito di un attacco da parte dei virginiani.
Una seconda missione, intrapresa lungo il fiume San Lorenzo, venne promossa da Charles Lalemant (come superiore), da Enemond Massé, Jean de Brébeuf e da altri due confratelli. La missione fu distrutta a seguito dell'occupazione inglese di Québec avvenuta nel 1629.

## L'affermazione dei Gesuiti

### Missioni gesuite
Con l'arrivo di Paul Le Jeune nel 1632, le missioni dei Gesuiti posero un piede più stabile in Nordamerica. Tra il 1632 e il 1650 arrivarono in Nuova Francia 46 gesuiti francesi per predicare il vangelo tra i nativi.
Nel 1634 i Gesuiti fondarono, sotto la direzione di Jean de Brébeuf, una missione in territorio Hurone. La costruzione della Missione di Sainte-Marie fu un successo, tanto che venne considerata il "gioiello" delle missioni gesuite in Nuova Francia. Dopo più di un decennio la missione venne distrutta, prima nel 1648, poi nel 1649, dagli irochesi, tradizionali nemici degli huroni. I gesuiti, all'epoca degli attacchi degli irochesi, vennero uccisi.
Nel 1654 i gesuiti iniziarono, sotto la direzione di padre Simon LeMoyne, la loro opera missionaria tra gli irochesi. In tredici anni i gesuiti riuscirono a fondare missioni in cinque tribù irochesi, in parte anche imposti dagli attacchi francesi ai loro villaggi. Tuttavia la tensione tra francesi e irochesi restava alta, così le missioni dei gesuiti vennero abbandonate nel 1708.  Alcuni irochesi convertiti, ma anche membri di altre nazioni amerindiane, emigrarono in Canada dove si aggregarono nella missione di Kahnwake nel 1718.

### Seminari
Con lo scopo di insegnare la fede cristiana ai giovani amerindiani, i gesuiti fondarono un seminario nel 1636 vicino alla città di Québec. I primi studenti furono cinque giovani Huroni, seguiti poi da una dozzina di Montagnais e Algonchini nel 1638-1639. Dopo i primi successi, il seminario decadde perché i giovani amerindiani erano riluttanti ad essere istruiti; inoltre morirono in gran copia per le infezioni portate dagli europei. Venne aperto un secondo seminario a Trois-Rivières ma chiuse dopo appena un anno.

### Le "riduzioni"
Più successo ebbe la creazione di "riduzioni", villaggi dove erano insediati indiani sotto la guida dei Gesuiti. Le "riduzioni" del Nordamerica erano modellate su quelle del Sudamerica, specialmente a quelle del Paraguay. Le riduzioni furono inizialmente create per i nomadi del fiume San Lorenzo; in seguito ne fecero parte membri anche le tribù sedentarie degli Huroni e degli Irochesi.

### Conflitti con gli Irochesi
Gli sforzi dei Gesuiti in Nordamerica vennero ostacolati dai continui conflitti tra i francesi e gli irochesi. La nazione hurone venne decimata dalla guerra con gli Irochesi e dalle epidemie. Alla fine nel 1701, con la grande pace di Montreal, il conflitto arrivò alla fine.

## Metodi
Paragonando l'approccio dei puritani nella Nuova Inghilterra i metodi con cui i gesuiti tentarono di evangelizzare gli amerindiani erano molto rispettosi verso gli usi e i costumi dei nativi e in certi casi addirittura si adeguarono al loro comportamento e al loro vestiario. Inoltre i missionari gesuiti riuscirono a imparare le lingue amerindiane. Per ottenere la confidenza da parte degli amerindiani, i gesuiti mescolavano gli insegnamenti del cattolicesimo con le pratiche indiane, collegandosi con la dimensione mistica e il simbolismo del cattolicesimo (dipinti, campane, incenso, candele), dispensandoli come amuleti e promuovendo il culto delle reliquie.

## Successiva espansione
Nel 1667 i gesuiti costruirono una missione nel Wisconsin nelle vicinanze dell'attuale Green Bay, perché gli amerindiani Illiniwek chiesero ai francesi di inviare dei missionari. Nel 1673 il padre gesuita Jacques Marquette, assieme a Louis Joilliet, riuscì ad esplorare, partendo da nord, il fiume Mississippi fino all'Arkansas. Nel 1669 padre Marquette fondò, sulle rive dello stretto di Mackinac, che unisce il lago Michigan allo Huron, la Missione di St. Ignace. Verso la fine del Seicento i gesuiti iniziarono ad espandere le loro missioni a sud, lungo il fiume Mississippi. Agli inizi del Settecento venne fondata una missione nel Pays des Illinois. I gesuiti mantennero la loro presenza nel Nordamerica francese fino a che il loro ordine non venne sciolto nel 1763. A quell'epoca c'erano ventisette missionari dislocati tra il Québec e la Louisiana. Quando l'ordine venne ristabilito da Papa Pio VII nel 1814, i gesuiti ripresero ancora il loro lavoro in Louisiana a partire dal 1830.